# Aroaqui
L'aroaqui (aroaki) és una llengua extingida de les llengües arawak del Brasil que es parlava a la regió del baix Riu Negro, probablement a la vora del riu Cuieiras.Alguns grups d'aroaqui també es van localitzar al voltant de la desembocadura del riu Amazones a prop de Macapá.:14
Johann Natterer (1832) va recollir una llista de paraules d'Aroaqui a Airão.
Aroaqui i parawana estan estretament relacionades i poden ser el mateix idioma.